# Championnat du Kazakhstan de football 2018
Navigation
Édition précédente Édition suivante
La saison 2018 de Premier-Liga kazakhe de football est la 27e édition de la première division kazakhe. Les douze meilleurs clubs du pays sont regroupés au sein d'une poule unique et s'affrontent trois fois.
Lors de cette saison, le FK Astana défend son titre face à 11 autres équipes dont 2 promus de deuxième division, le club a remporté 4 titres de champion consécutivement.
Trois places qualificatives pour les compétitions européennes seront attribuées par le biais du championnat (1 places au premier tour de qualification en Ligue des champions 2019-2020, 2 au premier tour de qualification en Ligue Europa). Une autre place qualificative pour la Ligue Europa sera garantie au vainqueur de la Coupe du Kazakhstan. Les deux derniers du championnat sont relégués en deuxième division tandis que le dixième jouera un barrage de promotion-relégation contre le troisième de deuxième division.
Lors de la saison précédente le Akjaïyk Oural a réussi à se maintenir après les barrages, les deux promus sont le Jetyssou Taldykourgan et le Kyzyljar Petropavl.

## Participants
| \| Aktobe Akjaïyk Astana Atyraou Irtych Kaïrat Kaysar Taldykourgan Ordabasy Chakhtior Petropavl Tobol \| Localisation des clubs. |
| Aktobe Akjaïyk Astana Atyraou Irtych Kaïrat Kaysar Taldykourgan Ordabasy Chakhtior Petropavl Tobol                               |

Légende des couleurs
- Deuxième tour de qualification de la Ligue des champions 2018-2019
- Premier tour de qualification de la Ligue Europa 2018-2019
- Promu de deuxième division

| Club                  | Classement 2017 | Entraîneur          | Stade                          | Capacité théorique |
| --------------------- | --------------- | ------------------- | ------------------------------ | ------------------ |
| FK Astana             | 1               | Stanimir Stoilov    | Astana Arena                   | 30 000             |
| Kaïrat Almaty         | 2               | Carlos Ferrer       | Stade central                  | 25 057             |
| Ordabasy Chimkent     | 3               | Georgi Dermendzhiev | Kazhymukan Munaitpasov Stadium | 35 000             |
| Irtych Pavlodar       | 4               | Sergey Mitryushkin  | Stade central                  | 15 000             |
| Tobol Kostanaï        | 5               | Vladimir Nikitenko  | Stade central                  | 10 500             |
| Kaysar Kyzylorda      | 6               | Stoycho Mladenov    | Gani Muratbayev Stadium        | 7 500              |
| Chakhtior Karagandy   | 7               | Uladzimir Zhuravel  | Shakhtyor Stadium              | 20 000             |
| FK Atyraou            | 8               | Vakhid Masudov      | Munaishy Stadium               | 8 690              |
| FK Aktobe             | 9               | Vladimir Mukhanov   | Stade central                  | 15 000             |
| Akjaïyk Oural         | 10              | Šarūnas Paulauskas  | Petr Atoyan Stadium            | 8 320              |
| Jetyssou Taldykourgan | 1er (D2)        | Dmitry Ogai         | Zhetysu Stadium                | 4 000              |
| Kyzyljar Petropavl    | 2e (D2)         | Nikola Spasov       | Avangard Stadium               | 11 000             |

## Compétition

### Classement
Le classement est établi sur le barème de points classique (victoire à 3 points, match nul à 1, défaite à 0).
Les équipes se rencontrent trois fois, soit un total de 33 matchs.
| Rang | Équipe                  | Pts  | J  | G  | N  | P  | Bp | Bc | Diff |
| ---- | ----------------------- | ---- | -- | -- | -- | -- | -- | -- | ---- |
| 1    | FK Astana T S           | 77   | 33 | 24 | 5  | 4  | 66 | 22 | +44  |
| 2    | Kaïrat Almaty C         | 62   | 33 | 19 | 5  | 9  | 60 | 33 | +27  |
| 3    | Tobol Kostanaï          | 53   | 33 | 15 | 8  | 10 | 36 | 30 | +6   |
| 4    | Ordabasy Chimkent       | 46   | 33 | 13 | 7  | 13 | 38 | 44 | -6   |
| 5    | Kaysar Kyzylorda        | 45   | 33 | 11 | 12 | 10 | 35 | 31 | +4   |
| 6    | FK Aktobe               | 42-6 | 33 | 13 | 9  | 11 | 51 | 47 | +4   |
| 7    | Jetyssou Taldykourgan P | 43   | 33 | 11 | 10 | 12 | 36 | 40 | -4   |
| 8    | Chakhtior Karagandy     | 36   | 33 | 8  | 12 | 13 | 29 | 36 | -7   |
| 9    | FK Atyraou              | 36   | 33 | 9  | 9  | 15 | 34 | 47 | -13  |
| 10   | Irtych Pavlodar         | 35   | 33 | 10 | 5  | 18 | 28 | 45 | -17  |
| 11   | Kyzyljar Petropavl P    | 35   | 33 | 10 | 5  | 18 | 27 | 48 | -21  |
| 12   | Akjaïyk Oural           | 30   | 33 | 7  | 9  | 17 | 31 | 48 | -17  |

Qualifications européennes
Ligue des champions 2019-2020
- 1er : premier tour de qualification

Ligue Europa 2019-2020
- C, 2e et 3e : 1er tour de qualification

Relégation
- 10e : barrages de relégation en Pervaïa Liga

- 11e et 12e : relégation en Pervaïa Liga

Abréviations
- T : Tenant du titre
- C : Vainqueur de la Coupe du Kazakhstan 2018
- S : Vainqueur de la Supercoupe du Kazakhstan 2018
- P : Promus de Pervaïa Liga 2017

1. ↑  Le FK Aktobe se voit infliger une pénalité de six points en raison de dettes impayées envers l'ancien joueur Danilo Neco[1].

### Barrage de promotion-relégation
Opposé au Kyran Chimkent, troisième de la deuxième division, l'Irtych Pavlodar remporte le match aller 3-0 à l'extérieur avant de gagner 2-1 chez lui, assurant son maintien sur le score cumulé de 5-1.
| Équipe 1            | Résultat | Équipe 2             | Aller | Retour |
| ------------------- | -------- | -------------------- | ----- | ------ |
| Kyran Chimkent (D2) | 1 - 5    | Irtych Pavlodar (D1) | 0 - 3 | 1 - 2  |

## Meilleurs buteurs
| Rang | Joueur            | Club                        | Buts |
| ---- | ----------------- | --------------------------- | ---- |
| 1    | Marcos Pizzelli   | FK Aktobe                   | 18   |
| 2    | Aderinsola Eseola | Akjaïyk Oural Kaïrat Almaty | 17   |
| 3    | Marin Tomasov     | FK Astana                   | 14   |

## Voir Aussi
- Coupe du Kazakhstan de football
- Supercoupe du Kazakhstan de football